# Пфарркірхен
Пфарркірхен (нім. Pfarrkirchen) — місто в Німеччині, розташоване в землі Баварія. Підпорядковується адміністративному округу Нижня Баварія. Входить до складу району Ротталь-Інн.
Площа — 52,33 км2. Населення становить 13 005 ос. (станом на 31 грудня 2020).